# Fuscopannaria
Fuscopannaria P.M. Jørg. (strzępczyk) – rodzaj grzybów z rodziny strzępcowatych (Pannariaceae). Ze względu na współżycie z glonami zaliczany jest do grupy porostów. W Polsce występuje jeden gatunek.

## Systematyka i nazewnictwo
Pozycja w klasyfikacji według Index Fungorum: Pannariaceae, Peltigerales, Lecanoromycetidae, Lecanoromycetes, Pezizomycotina, Ascomycota, Fungi.
Nazwa polska według W. Fałtynowicza.

## Niektóre gatunki
- Fuscopannaria granulans P.M. Jørg. 1999
- Fuscopannaria ignobilis (Anzi) P.M. Jørg. 1994
- Fuscopannaria leucosticta (Tuck.) P.M. Jørg. 1994
- Fuscopannaria mediterranea (Tav.) P.M. Jørg. 1994
- Fuscopannaria minor (Darb.) P.M. Jørg. 1999
- Fuscopannaria praetermissa (Nyl.) P.M. Jørg. 1994 – strzępczyk delikatny
- Fuscopannaria sampaiana (Tav.) P.M. Jørg. 1994
- Fuscopannaria subimmixta (C. Knight) P.M. Jørg. 1999

Nazwy naukowe na podstawie Index Fungorum. Uwzględniono tylko gatunkizweryfikowane. Nazwy polskie według checklist W. Fałtynowicza.